# Gegen die Wand
Gegen die Wand (Brasil: Contra a Parede / Portugal: Head On - A Esposa Turca) é um filme alemão dos gêneros drama e romance, escrito e dirigido por Fatih Akın.